# Злочин на Петровачкој цести
Злочин на Петровачкој цести је назив за убиство српских избеглица из Републике Српске Крајине, које су у колонама бежали испред хрватске војске, током акције „Олуја” августа 1995.
Авион хрватског ратног ваздухопловства испалио је смртоносне ракете 7. августа 1995. године у селу Јањила код Босанског Петровца, тада на западу Републике Српске, и тако усмртио 10 ненаоружаних цивила.

## Претходница
Хрватска војска, заједно са 5. муслиманским корпусом Армије РБиХ и НАТО авијацијом 4. августа 1995. године започела је акцију „Олуја”, на простор Книнске Крајине (Лика, Северна Далмација, Кордун и Банија), када је протерано из Крајине више од 250.000 српских цивила, који су у колонама кренули ка Србији.

## Злочин
Ратни авион хрватског ратног ваздухопловства МиГ-21 је 7. августа 1995. у 12 часова полетео са Сплитског аеродрома, последњег дана акције "Олуја". Надлетео је изнад избегличке колоне српских цивила који су се кретали из правца Доњег Лапца ка Босанском Петровцу. Пилоти хрватског РВ и ПВО су јасно могли да виде да се ради о цивилима, а не о војсци. У повратку тај авион испаљује неколико пројектила који су усмртили четворо деце, једну девојку, четворо старијих особа. Преко 50 цивила (највише деце) је тешко рањено.

## Погинули
Погинула су следећа лица:
1. Даринка (Дане) Дрча (1927), из села Бротња код Доњег Лапца
2. Јовица (Душан) Дрча (1989) из села Бротња код Доњег Лапца, унук Даринке Дрча
3. Мирјана (Милан) Дубајић (1974), из села Бротња код Доњег Лапца, унука Даринке Дрча
4. Мика (Петар) Ковачевић (1912), из села Беглука код Доњег Лапца
5. Невенка (Спасе) Рајић (1984), из Доњег Лапца
6. Жарко (Спасе) Рајић (1986), из Доњег Лапца
7. Крстан (Обрад) Вуковић (1951), рођен у Хан Колима код Бањалуке, живео у Доњем Лапцу
8. Дарко (Крстана) Вуковић (1982), рођен у Бихаћу, живео у Доњем Лапцу
9. Бранко (Стеван) Стијеља (1923), из Надина код Бенковца
10. Мирко (Бранка) Стијеља (1961), из Надина код Бенковца

## Оптужени
За овај злочин оптужени су официри хрватске војске:
1. Имра Аготић (1943–2012), командант хрватског РВ и ПВО, помоћник Главног штаба хрватске војске
2. Јосип Чулетић (1951–2021), заменик команданта хрватског РВ и ПВО
3. Данијел Боровић (1958), командант Прве Ловачке ескадриле хрватског РВ и ПВО
4. Непознати пилот хрватског РВ и ПВО
5. Непознати пилот хрватског РВ и ПВО

## Последице
Дана 1. новембра 2010. године Министарство унутрашњих послова Републике Српске поднело је Тужилаштву БиХ извештаје и доказе, против три официра и два пилота хрватске војске.
Августа 2006. на месту злочина подигнут је дрвени крст, од стране Породица погинулих и несталих РС. Да би 2010. године ДИЦ „Веритас” покренуо акцију и направио мермерне плоче око тог дрвеног крста, где су била исписана имена жртава, починилаца злочина и време догађаја.
Новембра 2010. године преко хуманитарне акције прикупљен је новац за нови метални крст који је постављен на место старог. Донатори су били грађани Републике Српске.
У ноћи између 3. и 4. јула 2011. године непознати починиоци су срушили спомен-обиљежје жртвама на Петровачкој цести 1995.
Одбор за његовање традиција ослободилачких ратова Владе Републике Српске је у насељу 7. августа 2011. открио метални спомен-крст висок шест и по метара.